# Тихомирова, Валентина Николаевна
Валенти́на Никола́евна Тихоми́рова (род. 28 июня 1941, Махач-Кала) — заслуженный мастер спорта (1972), чемпионка Европы, пятикратная чемпионка СССР, рекордсменка Советского Союза в многоборье.

## Биография
В течение двенадцати лет защищала честь страны на соревнованиях многоборцев. Участница Олимпиады-1968 в Мехико (4-е место) и Олимпиады-1972 в Мюнхене (5-е место).
Тренировалась под руководством Ираиды Степановны Кривопускиной.

## Память
С 1997 года в Орле проводятся всероссийские соревнования по лёгкой атлетике на призы заслуженного мастера спорта Валентины Николаевны Тихомировой.

## Результаты

### Соревнования
| Год  | Город          | Дата               | Дисциплина | Результат                                  | Место | Видео |
| ---- | -------------- | ------------------ | ---------- | ------------------------------------------ | ----- | ----- |
| 1966 | Днепропетровск | 12—14 августа      | Пятиборье  | 4916 (11,3—13,40—1,65—5,70—25,4)           | III   |       |
| 1967 | Москва         | 28 июля —1 августа | Пятиборье  | 4838 (11,4—13,56—1,72—6,10—25,0)           | I     |       |
| 1968 | Ленинакан      | 15—18 августа      | Пятиборье  | 5038 (11,2—14,23—1,63—6,17—24,5)           | II    |       |
| 1969 | Сочи           | 1—2 ноября         | Пятиборье  | 4838 (14,2—14,21—1,65—5,82—25,6)           | I     |       |
| 1970 | Минск          | 12—14 сентября     | Пятиборье  | 5095 (13,5—14,34—1,65—6,20—24,9)           | I     |       |
| 1970 | Минск          | 12—14 сентября     | длина      | 6,23                                       | III   |       |
| 1971 | Москва         | 16—19 июля         | Пятиборье  | 5120 (14,0—13,75—1,73—6,28—24,5)           | I     |       |
| 1972 | Москва         | 14—15 июля         | Пятиборье  | 4733[уточнить] (13,6—15,00—1,79—6,28—24,0) | I     |       |

1. ↑  или 4739[7]

| Год  | Матч                        | Город     | Дата          | Дисциплина   | Результат                        | Место |
| ---- | --------------------------- | --------- | ------------- | ------------ | -------------------------------- | ----- |
| 1970 | СССР — ФРГ                  | Ленинград | 15—16 августа | Пятиборье    | 5092 (13,7—13,57—1,70—6,27—24,8) | 1     |
| 1973 | СССР — США (в помещении)    | Ричмонд   | 16 марта      | Троеборье    | 2723                             | 1     |
| 1973 | СССР — Канада (в помещении) | Ванкувер  | 23 марта      | Четырёхборье |                                  | 2     |

### Рекорды СССР
| Результат                                  | Место                                 | Дата                                  | Видео                                 |
| 100 м с/б, ядро, высота, длина, 200 м      | 100 м с/б, ядро, высота, длина, 200 м | 100 м с/б, ядро, высота, длина, 200 м | 100 м с/б, ядро, высота, длина, 200 м |
| ------------------------------------------ | ------------------------------------- | ------------------------------------- | ------------------------------------- |
| 5121 (13,5—13,70—1,65—6,29—24,4)           | Ростов-на-Дону                        | 3—4.8.1970                            |                                       |
| 5234 (13,5—14,50—1,70—6,30—24,3)           | Нальчик                               | 30—31.5.1971                          |                                       |
| Таблица 1972 года                          |                                       |                                       |                                       |
| 4739[уточнить] (13,6—15,00—1,79—6,28—24,0) | Москва                                | 14—15.7.1972                          |                                       |
| 4754 (13,5—15,26—1,75—6,49—24,3)           | Ессентуки                             | 9—10.8.1973                           |                                       |

1. ↑  или 4733[8]